# NHL Heritage Classic 2016

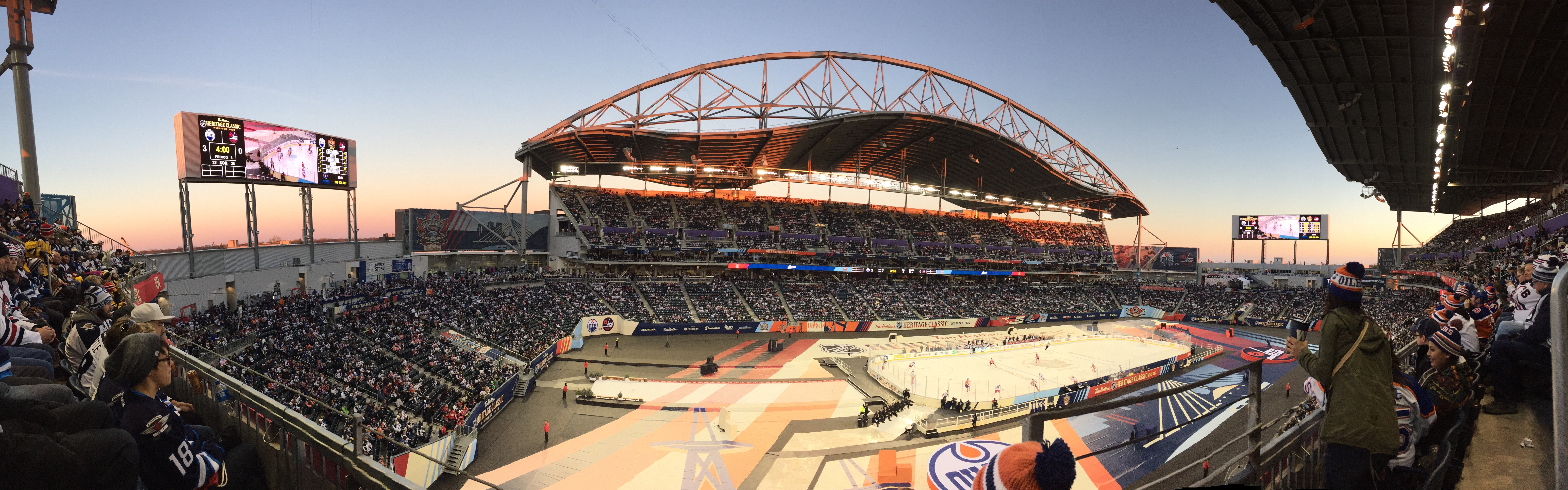
Panoramabild över eventet NHL Heritage Classic 2016 på Investors Group Field.

Tim Hortons NHL Heritage Classic 2016 var ett sportarrangemang i den nordamerikanska ishockeyligan National Hockey League (NHL) där en grundspelsmatch spelades utomhus mellan Winnipeg Jets och Edmonton Oilers på Investors Group Field i Winnipeg, Manitoba i Kanada den 23 oktober 2016.

## Matchen

### Laguppställningarna
| Vänsterforwards | Centrar              | Högerforwards        |
| --------------- | -------------------- | -------------------- |
| Patrik Laine    | Mark Scheifele (A)   | Drew Stafford        |
| Nikolaj Ehlers  | Mathieu Perreault    | Blake Wheeler (C)    |
| Kyle Connor     | Aleksandr Burmistrov | Brandon Tanev        |
| Shawn Matthias  | Adam Lowry           | Joel Armia           |
| Backar          |                      | Backar               |
| Josh Morrissey  |                      | Dustin Byfuglien (A) |
| Tobias Enström  |                      | Tyler Myers          |
| Ben Chiarot     |                      | Paul Postma          |
|                 | Målvakter            |                      |
|                 | Connor Hellebuyck    |                      |
|                 | Michael Hutchinson   |                      |
|                 | Tränare              |                      |
|                 | Paul Maurice         |                      |

| Vänsterforwards | Centrar             | Högerforwards     |
| --------------- | ------------------- | ----------------- |
| Milan Lucic (A) | Connor McDavid (C)  | Jordan Eberle (A) |
| Patrick Maroon  | Leon Draisaitl      | Jesse Puljujärvi  |
| Benoît Pouliot  | Ryan Nugent-Hopkins | Zack Kassian      |
| Anton Lander    | Mark Letestu        | Tyler Pitlick     |
| Backar          |                     | Backar            |
| Oscar Klefbom   |                     | Adam Larsson      |
| Andrej Sekera   |                     | Kris Russell      |
| Darnell Nurse   |                     | Eric Gryba        |
|                 | Målvakter           |                   |
|                 | Cam Talbot          |                   |
|                 | Jonas Gustavsson    |                   |
|                 | Tränare             |                   |
|                 | Todd McLellan       |                   |

### Resultatet
|  | 23 oktober 2016 | Winnipeg Jets                                           | 0 – 3   | Edmonton Oilers | Investors Group Field | |
|  |                 | Första perioden: — Andra perioden: — Tredje perioden: — | Rapport | Första perioden: — Andra perioden: (9:24) Mark Letestu (11:10) Darnell Nurse Assists: McDavid, Kassian (17:16) Zack Kassian Assists: Pouliot, Nugent-Hopkins Tredje perioden: — | Winnipeg, Manitoba, Kanada Publik: 33 240 Domare: Gord Dwyer, François St-Laurent Linjedomare: Ryan Galloway, Vaughan Rody | Winnipeg, Manitoba, Kanada Publik: 33 240 Domare: Gord Dwyer, François St-Laurent Linjedomare: Ryan Galloway, Vaughan Rody |
|  |                 |                                                         |         | | Winnipeg, Manitoba, Kanada Publik: 33 240 Domare: Gord Dwyer, François St-Laurent Linjedomare: Ryan Galloway, Vaughan Rody | Winnipeg, Manitoba, Kanada Publik: 33 240 Domare: Gord Dwyer, François St-Laurent Linjedomare: Ryan Galloway, Vaughan Rody |
|  |                 |                                                         |         | | Winnipeg, Manitoba, Kanada Publik: 33 240 Domare: Gord Dwyer, François St-Laurent Linjedomare: Ryan Galloway, Vaughan Rody | Winnipeg, Manitoba, Kanada Publik: 33 240 Domare: Gord Dwyer, François St-Laurent Linjedomare: Ryan Galloway, Vaughan Rody |

#### Matchstatistik
|                     | Winnipeg Jets | Edmonton Oilers |
| ------------------- | ------------- | --------------- |
| Powerplay           | 0/4           | 0/2             |
| Tacklingar          | 29            | 24              |
| Vunna tekningar (%) | 44            | 56              |
| Blockerade skott    | 7             | 11              |
| Utvisningsminuter   | 4             | 8               |

| Period | Winnipeg Jets | Edmonton Oilers |
| ------ | ------------- | --------------- |
| Första | 10            | 8               |
| Andra  | 11            | 14              |
| Tredje | 10            | 10              |
| Totalt | 31            | 32              |

#### Utvisningar
| Spelare           | Utvisning       | Utvisningsminuter | Tid             |
| Första perioden   | Första perioden | Första perioden   | Första perioden |
| ----------------- | --------------- | ----------------- | --------------- |
| —                 | —               | —                 | —               |
| Andra perioden    |                 |                   |                 |
| —                 | —               | —                 | —               |
| Tredje perioden   |                 |                   |                 |
| Mathieu Perreault | Hög klubba      | 2:00              | 09:12           |
| Tyler Myers       | Interference    | 2:00              | 10:17           |
| Källa:            |                 |                   |                 |

| Spelare                                            | Utvisning       | Utvisningsminuter | Tid             |
| Första perioden                                    | Första perioden | Första perioden   | Första perioden |
| -------------------------------------------------- | --------------- | ----------------- | --------------- |
| Milan Lucic                                        | Roughing        | 2:00              | 13:21           |
| Andra perioden                                     |                 |                   |                 |
| Darnell Nurse                                      | Cross checking  | 2:00              | 09:02           |
| Andrej Sekera                                      | Interference    | 2:00              | 18:13           |
| Tredje perioden                                    |                 |                   |                 |
| Connor McDavid                                     | Tripping        | 2:00              | 17:53           |
| Termer: Förseelser som leder till utvisningsstraff |                 |                   |                 |

### Statistik

#### Winnipeg Jets

##### Utespelare
| Spelare              | Mål | Assists | Poäng | +/− | Utvisningsminuter | Skott | Vunna tekningar (%) | Tacklingar | Tid på isen |
| -------------------- | --- | ------- | ----- | --- | ----------------- | ----- | ------------------- | ---------- | ----------- |
| Joel Armia           | 0   | 0       | 0     | 0   | 0                 | 1     | —                   | 0          | 10:29       |
| Aleksandr Burmistrov | 0   | 0       | 0     | 0   | 0                 | 1     | 38                  | 4          | 9:07        |
| Dustin Byfuglien     | 0   | 0       | 0     | -2  | 0                 | 3     | —                   | 2          | 30:18       |
| Ben Chiarot          | 0   | 0       | 0     | 0   | 0                 | 0     | —                   | 0          | 11:57       |
| Kyle Connor          | 0   | 0       | 0     | -1  | 0                 | 1     | —                   | 0          | 10:09       |
| Nikolaj Ehlers       | 0   | 0       | 0     | -1  | 0                 | 5     | —                   | 1          | 21:31       |
| Tobias Enström       | 0   | 0       | 0     | -1  | 0                 | 1     | —                   | 1          | 21:08       |
| Patrik Laine         | 0   | 0       | 0     | -2  | 0                 | 3     | —                   | 1          | 19:31       |
| Adam Lowry           | 0   | 0       | 0     | -1  | 0                 | 2     | 57                  | 4          | 13:53       |
| Shawn Matthias       | 0   | 0       | 0     | 0   | 0                 | 0     | —                   | 0          | 10:47       |
| Josh Morrissey       | 0   | 0       | 0     | -1  | 0                 | 0     | —                   | 1          | 18:23       |
| Tyler Myers          | 0   | 0       | 0     | 0   | 2                 | 3     | —                   | 3          | 19:06       |
| Mathieu Perreault    | 0   | 0       | 0     | -1  | 2                 | 2     | 53                  | 3          | 20:20       |
| Paul Postma          | 0   | 0       | 0     | 0   | 0                 | 1     | —                   | 0          | 10:05       |
| Mark Scheifele       | 0   | 0       | 0     | -2  | 0                 | 3     | 32                  | 4          | 24:10       |
| Drew Stafford        | 0   | 0       | 0     | -1  | 0                 | 3     | —                   | 1          | 16:37       |
| Brandon Tanev        | 0   | 0       | 0     | 0   | 0                 | 0     | —                   | 4          | 7:41        |
| Blake Wheeler        | 0   | 0       | 0     | -2  | 0                 | 2     | —                   | 0          | 26:04       |
| Källa:               |     |         |       |     |                   |       |                     |            |             |

##### Målvakt
| Spelare           | Skott mot sig | Räddningar | Insläppta mål | Räddningsprocent | Utvisningsminuter | Tid på isen |
| ----------------- | ------------- | ---------- | ------------- | ---------------- | ----------------- | ----------- |
| Connor Hellebuyck | 32            | 29         | 3             | 0,906            | 0                 | 54:44       |
| Källa:            |               |            |               |                  |                   |             |

#### Edmonton Oilers

##### Utespelare
| Spelare             | Mål | Assists | Poäng | +/− | Utvisningsminuter | Skott | Vunna tekningar (%) | Tacklingar | Tid på isen |
| ------------------- | --- | ------- | ----- | --- | ----------------- | ----- | ------------------- | ---------- | ----------- |
| Zack Kassian        | 1   | 1       | 2     | +2  | 0                 | 3     | —                   | 2          | 11:13       |
| Mark Letestu        | 1   | 0       | 1     | +1  | 0                 | 1     | 67                  | 1          | 13:12       |
| Darnell Nurse       | 1   | 0       | 1     | +1  | 2                 | 1     | —                   | 3          | 16:38       |
| Connor McDavid      | 0   | 1       | 1     | +1  | 2                 | 1     | 69                  | 0          | 19:53       |
| Ryan Nugent-Hopkins | 0   | 1       | 1     | +1  | 0                 | 1     | 36                  | 0          | 16:41       |
| Benoît Pouliot      | 0   | 1       | 1     | +1  | 0                 | 1     | —                   | 1          | 10:50       |
| Leon Draisaitl      | 0   | 0       | 0     | 0   | 0                 | 4     | 36                  | 0          | 13:55       |
| Jordan Eberle       | 0   | 0       | 0     | 0   | 0                 | 2     | —                   | 0          | 17:49       |
| Erik Gryba          | 0   | 0       | 0     | 0   | 0                 | 1     | —                   | 6          | 18:03       |
| Oscar Klefbom       | 0   | 0       | 0     | +1  | 0                 | 4     | —                   | 0          | 21:06       |
| Anton Lander        | 0   | 0       | 0     | +1  | 0                 | 1     | 86                  | 1          | 12:28       |
| Adam Larsson        | 0   | 0       | 0     | +2  | 0                 | 1     | —                   | 4          | 19:53       |
| Milan Lucic         | 0   | 0       | 0     | 0   | 2                 | 3     | —                   | 2          | 17:03       |
| Patrick Maroon      | 0   | 0       | 0     | 0   | 0                 | 1     | 100                 | 1          | 14:21       |
| Tyler Pitlick       | 0   | 0       | 0     | 0   | 0                 | 1     | —                   | 2          | 7:49        |
| Jesse Puljujärvi    | 0   | 0       | 0     | 0   | 0                 | 4     | —                   | 0          | 12:59       |
| Kris Russel         | 0   | 0       | 0     | +1  | 0                 | 1     | —                   | 1          | 20:06       |
| Andrej Sekera       | 0   | 0       | 0     | +2  | 2                 | 1     | —                   | 0          | 22:04       |
| Källa:              |     |         |       |     |                   |       |                     |            |             |

##### Målvakt
| Spelare    | Skott mot sig | Räddningar | Insläppta mål | Räddningsprocent | Utvisningsminuter | Tid på isen |
| ---------- | ------------- | ---------- | ------------- | ---------------- | ----------------- | ----------- |
| Cam Talbot | 31            | 31         | 0             | 1,000            | 0                 | 60:00       |
| Källa:     |               |            |               |                  |                   |             |